# ورا فیشر
ورا فیشر (به انگلیسی: Vera Fischer) (زاده ۲۷ نوامبر ۱۹۵۱) بازیگر برزیلی است.
از کارهای معروف او می‌توان به بازی در فیلم میمون پنجم اشاره کرد.